# Viksta socken
Viksta socken (uttalas [vìcksta], med grav accent) i Uppland ingick i Norunda härad, ingår sedan 1971 i Uppsala kommun och motsvarar från 2016 Viksta distrikt.
Socknens areal är 69,72 kvadratkilometer varav 69,15 land. År 2000 fanns här 631 invånare. Kyrkbyn Vikstaby med sockenkyrkan Viksta kyrka ligger i socknen.

## Administrativ historik
Viksta socken omtalas första gången i skriftliga handlingar 1299 ('parochie Wixstathum'). Byn Sommaränge räknades under medeltiden i sin helhet till Viksta socken, men är numera delad mellan Viksta och Tensta socken.
Vid kommunreformen 1862 övergick socknens ansvar för de kyrkliga frågorna till Viksta församling och för de borgerliga frågorna bildades Viksta landskommun. Landskommunen inkorporerades 1952 i Björklinge landskommun som 1971 uppgick i Uppsala kommun.
1 januari 2016 inrättades distriktet Viksta, med samma omfattning som församlingen hade 1999/2000.  
Socknen har tillhört län, fögderier, tingslag och domsagor enligt vad som beskrivs i artikeln Norunda härad. De indelta soldaterna tillhörde Upplands regemente, livkompaniet och Livregementets dragonkår, Norra Upplands skvadron.

## Geografi
Viksta socken ligger norr om Uppsala och består av två åtskilda delar där den östra ligger kring Vendelån och den västra rymmer Vikstaheden med Viksta stentorg och Uppsalaåsen. Socknen har en slättbygd i den södra delen av den östra enklaven och är i övrigt en skogsbygd.

## Fornlämningar
Från bronsåldern finns gravrösen, skärvstenhögar och skålgropsförekomster. Från järnåldern finns 16 gravfält. Fyra runstenar är funna. Mellan Vikstaheden och "framsocknen" går en urgammal kyrkstig, som via Älby i Vendels socken leder till kyrkbyn i Viksta.

## Namnet
Namnet skrevs 1316 1299 Wixstathum och kommer från kyrkbyn. Efterleden är sta(d), 'ställe'. Förleden kan innehålla mansnamnet Vigh eller vik syftande på en forntida vik av Vendelån.